# Alpha 66
Alpha 66 é uma força paramilitar anti-Castro. Nomeado devido a seus 66 membros originais, a Alpha 66 é o grupo anti-Castro mais antigo em Miami, Flórida.

## História
O fundador e primeiro líder do Alpha 66 foi Antonio Veciana Blanch. O grupo trabalhou durante as décadas de 1960-1970 para planejar tentativas de assassinato de Fidel Castro: em Havana em 1961 e no Chile em 1971.
Apesar de uma invasão nunca ter se materializado, após a falha Invasão da Baía dos Porcos, o grupo continuou seus esforços violentos contra a ditadura. Em 1976, o tenente da Polícia de Miami e o detetive Raul J. Diaz testificaram que grupos incluindo o Alpha 66 possuíam ligações terroristas internacionais e tinham vendido US$100 em "títulos" em Miami para ajudar a financiar suas causas.
O grupo foi ligado a uma enxurrada de assassinatos em Miami durante os anos 1970, direcionados a defensores dos Castro. Nenhum membro do Alpha 66 foi condenado por esses crimes, entretanto.